# Peter Fregene
Peter Fregene est un footballeur international nigérian, né le 17 mai 1947 à Sapele et mort le 13 octobre 2024, qui joue au poste de gardien de but.

## Biographie
Surnommé « The Flying Cat », il joue au Stationery Stores et au ECN, remportant la Coupe du Nigeria, 1968 et une autre édition en 1970. 
Avec la sélection nigériane, il participe aux Jeux olympiques de 1968 (en jouant les trois matchs, en étant éliminé au premier tour) et les éliminatoires de la Coupe du monde 1970, ratant la qualification lors du dernier tour. 
Il revient en sélection des années plus tard, sélectionné par le Brésilien Otto Glória, pour disputer la CAN 1982, où il joue tous les matchs et marque un but contre son camp contre la Zambie à la 81e minute. Le Nigeria est éliminé au premier tour.